# Peder Svarts krönika
Peder Svarts krönika, skriven omkring 1560, berättar om Gustav Vasas liv, från födelsen till sonen Eriks födelse. Den är skriven av biskopen i Västerås Peder Swart, och är den enda samtida källan till bland annat kungens "öden och äventyr" i Dalarna.
Krönikan är mycket subjektiv till kung Gustavs förmån, men eftersom den är så pass detaljerad, har litterära kvaliteter som saknas i andra krönikor och är det enda som finns tillgängligt för vissa perioder i kungens liv, har den ändå använts flitigt i historieskrivningen.
Det finns två olika teorier om dess tillkomst. Enligt den första är den ett självständigt verk av Peder Svart, nedskrivet under de två åren mellan huvudpersonens död och hans egen, baserat på material från olika håll. Enligt den andra, som bland annat Lars-Olof Larsson håller för troligare, skall krönikan ha påbörjats då Peder var kunglig hovkaplan, och skrivit den mer eller mindre på Kung Gustavs diktamen. Tecken på detta skall vara bland annat att Erik XIV omtalas som kronarvinge, inte kung, och att krönikans språk mer påminner om kung Gustavs än annat som är bevarat av Peder Svart.